# Балабио
Бала̀био (на италиански: Ballabio, на западноломбардски: Balàbi, Балаби) е малко градче и община в Северна Италия, провинция Леко, регион Ломбардия. Разположено е на 661 m надморска височина. Населението на общината е 4082 души (към 2014 г.).